# Abborrgölen (Risinge socken, Östergötland)
Abborrgölen är en sjö i Finspångs kommun i Östergötland och ingår i Motala ströms huvudavrinningsområde.